# Brama orcini
Brama orcini – gatunek morskiej ryby z rodziny bramowatych (Bramidae). Występuje w tropikalnych wodach Indo-Pacyfiku. Osiąga do 35 cm długości.